# Манцы (Новгородская область)
Манцы — деревня без постоянного населения в Марёвском муниципальном районе Новгородской области, входит в состав Марёвского сельского поселения.

## География
Деревня расположена на Валдайской возвышенности, на реке Ольшинка (приток Каменки), в 26,3 км юго-восточнее административного центра Марёвского сельского поселения — села Марёво.
В 4 км к юго-востоку от деревни, близ административной границы с Тверской областью, находится высшая точка Марёвского района и Новгородской области — гора Дубки, высотой 299,6 м.

## История
В Демянском уезде Новгородской губернии в 1909 году деревня Манцы находилась на территории Молвотицкой волости, число жителей тогда было — 394, дворов — 62, деревня тогда находилась на земле Манцовского сельского общества, в деревне тогда была часовня и имелись хлебозапасный магазин, две мелочные лавки и водяная мельница. Население деревни Манцы по переписи населения 1926 года — 436 человек. Затем, с августа 1927 года, деревня Манцы в составе Демкинского (Дёмкинского) сельсовета новообразованного Молвотицкого района новообразованного Новгородского округа в составе переименованной из Северо-Западной в Ленинградскую области. В ноябре 1928 года Дёмкинский сельсовет был упразднён, а Манцы стали центром новообразованного Манцовского сельсовета. По постановлению ЦИК и СНК СССР от 23 июля 1930 года Новгородский округ был упразднён, а район перешёл в прямое подчинение Леноблисполкому. Германская оккупация — в первой половине Великой Отечественной войны. Указом Президиума Верховного Совета СССР от 5 июля 1944 года была образована Новгородская область и Молвотицкий район вошёл в её состав.
Решением Новгородского облисполкома № 359 от 8 июня 1954 года Манцовский сельсовет был упразднён, а деревня Манцы вошла в состав Луговского сельсовета.
Во время неудавшейся всесоюзной реформы по делению на сельские и промышленные районы и парторганизации, в соответствии с решениями ноябрьского (1962 года) пленума ЦК КПСС «о перестройке партийного руководства народным хозяйством» с 10 декабря 1962 года был образован крупный Демянский сельский район, а административный Молвотицкий район 1 февраля 1963 года был упразднён. Луговский сельсовет тогда вошёл в состав Демянского сельского района. Пленум ЦК КПСС, состоявшийся 16 ноября 1964 года восстановил прежний принцип партийного руководства народным хозяйством, после чего Указом Верховного Совета РСФСР от 12 января 1965 года сельские районы были преобразованы вновь в административные районы и решением Новгородского облисполкома № 6 от 14 января 1965 года Луговский сельсовет и деревня в Демянском районе. В соответствие решению Новгородского облисполкома № 706 от 31 декабря 1966 года Луговский сельсовет и деревня из Демянского района были переданы во вновь созданный Марёвский район.
После прекращения деятельности Луговского сельского Совета в начале 1990-х стала действовать Администрация Луговского сельсовета, которая была упразднена в начале 2006 года и деревня Манцы, по результатам муниципальной реформы входила в состав муниципального образования — Липьевское сельское поселение Марёвского муниципального района (местное самоуправление), по административно-территориальному устройству была подчинена администрации Липьевского сельского поселения Марёвского района. С 12 апреля 2010 года после упразднения Липьевского сельского поселения Манцы в составе Марёвского сельского поселения.

## Население
| 2010 |
| ---- |
| 0    |

## Инфраструктура
В деревне одна улица — Новая.